# Plavi zmaj
Plavi zmaj (modri anđeo, morska lastavica; lat. Glaucus atlanticus), vrsta malenog morskog puža iz porodice Glaucidae.
Plave je boje i naraste najviše 3 ili 4 centimetara i smatra se jednom od najljepših životinja. Živi u oceanima nošen tropskim strujama koje ga znaju donijeti do obala Australije i južne Afrike. Grabežljivac je koji se hrani otrovnim meduzama, a njihov otrov skladišti u svome tijelu i kasnije ga koristi za vlastitu samoobranu. Njegova je žrtva među raznim žarnjacima i zloglasna otrovna portugalska krstarica (Physalia physalis) koju posebno voli i na čiji je otrov imun.
Ubod plavog zmaja, zbog otrova, za ljude može biti osobito bolan.